# Broken English (film)
Pour l'album de Marianne Faithfull, voir Broken English.
Pour plus de détails, voir Fiche technique et Distribution.
Broken English est un film américain réalisé par Zoe Cassavetes et sorti 2007.

## Synopsis
Les déboires sentimentaux d'une trentenaire new-yorkaise désabusée, entre New York et Paris.

## Fiche technique
- Titre : Broken English
- Réalisation et scénario : Zoe Cassavetes
- Musique : Scratch Massive
- Photographie : John Pirozzi
- Montage : Andrew Weisblum
- Distribution des rôles : Adrienne Stern
- Création des décors : Happy Massee
  - Direction artistique : Selina van den Brink et Peter Zumba
  - Décorateur de plateau : Selina van den Brink
- Costumes : Stacey Battat
- Son : Coll Anderson
- Producteurs : Andrew Fierberg, Jason Kliot et Joana Vicente
  - Coproducteur : Keisuke Konishi
  - Producteurs exécutifs : Mark Cuban, Jennifer Halpern, Linus Hume et Todd Wagner
  - Coproducteurs exécutifs : Olivier Aknin, Jean-Baptiste Babin, David Atlan Jackson, Steven Shainberg, Joel Thibout et Christina Weiss Lurie
- Sociétés de production : HDNet Films,Backup Films, Phantom Film et Vox3 Films
- sociétés de distribution :  Magnolia Pictures,  Eurozoom
- Budget : 2 millions de dollars[1]
- Pays :  États-Unis
- Tournage : 
  - Langues : anglais, français
  - Dates de tournage : 5 mai à juin 2006[1]
  - Lieux de tournage : New York,  États-Unis et Paris,  France
  - Format : 35mm - HDCAM - Couleur
- Durée : 97 minutes / 93 minutes (États-Unis)
- Genre : Comédie dramatique, Romance
- Dates de sortie en salles : 
  -  États-Unis : janvier 2007 (Festival de Sundance), 22 juin 2007 (sortie limitée)
  -  France : 16 juillet 2008

## Distribution
- Parker Posey : Nora
- Drea de Matteo : Audrey
- Tim Guinee : Mark Andrews
- Melvil Poupaud : Julien
- Gena Rowlands : Vivien Wilder-Mann
- Peter Bogdanovich : Irving Mann
- Roy Thinnes : Peter Andrews
- Michael Panes : Glen
- Justin Theroux : Nick Gable
- Philip Pavel : Front Desk Worker
- Dana Ivey : Elinor Gregory
- William Wise : William Gregory
- Josh Hamilton : Charlie Ross
- Caitlin Keats : Jennifer Ross
- Russell Steinberg : Carl
- Santo Fazio : Bobbi
- Michael Kelly : Guy
- Jonathan Castro : le petit garçon dans le parc
- John Wernke : Steve
- James McCaffrey : Perry
- Phyllis Somerville : Psychic
- Laurent Pons : le chauffeur de taxi français
- Bernadette Lafont : Madame Grenelle
- Thierry Hancisse : Mr. Larson
- Yarol Poupaud : Guillaume
- Sebastien Chenut : Sebastien
- Karim Gassama : Kareem
- Jean-Paul Scarpitta : Jean Paul Clement
- Maud Geffray : la serveuse
- Christopher Stadulis : le patron du bar